# Franc Aleu
Franc Aleu   (Barcelona, 1966) és un artista català. Premi Nacional de Cultura el 2012 en la categoria d'audiovisual. Es forma inicialment com a fotògraf de moda. Comença la seva activitat escènica amb La Fura dels Baus i Jaume Plensa. Manté la seva col·laboració amb La Fura com a realitzador del vídeo. Ha dirigit i escrit vídeos i sèries de televisió. Ha dissenyat canals interactius i web de televisió. Forma part dels Consell Assessor de l'Arts Santa Mònica
Director d'escena i videocreador a l'obra Turandor, de Giacomo Puccini, al Liceu: La temporada 2019-20 del Gran Teatre del Liceu, juntament amb la celebració del 20è aniversari de la reconstrucció del teatre, és inaugurada per la versió de l'obra Turandot del videocreador Franc Aleu. La seva versió del Turandot s'adaptà als temps actuals i presenta una escenografia futurista i tecnològica, apostant per projeccions de vídeo, espases làser, escenaris mòbils, vestuari excèntric i retrofuturista, jocs de llums i de colors.